# Tronc (anatomia)
|  | Per a altres significats, vegeu «tronc (botànica)». |

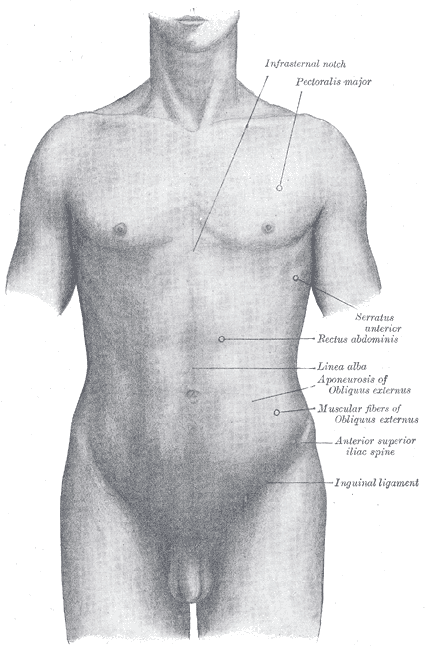
Tronc d'un home (Gray's Anatomy).

En anatomia, el tronc és una de les parts fonamentals del cos junt amb el cap i els membres. En la seva part superior es troba el cap, i dels seus costats arrenquen els membres superiors o toràcics a dalt, i els membres inferiors o pelvians a baix.
Tant des d'un punt de vista topogràfic com a funcional l'esquelet del tronc s'organitza en columna vertebral, tòrax i pelvis:
- Columna vertebral

Eix fonamental del cos, central i posterior.
- Tòrax

Caixa òssia elàstica que conté els pulmons i el cor, i en la part superior de la qual es fixen els membres superiors o toràcics mitjançant la cintura escapular, primer segment del membre corresponent. És a dir, la cintura escapular no pertany al tòrax.
El tòrax el formen: 
1. Porció dorsal de la columna vertebral, per darrere.
2. L'estèrnum, davant i a dalt, en el centre.
3. Les costelles, per darrere, davant i en els costats.

- Pelvis

Espècie de receptacle en la part inferior del tronc conformat per: 
1. Els coxals
2. El sacre
3. El còccix

Els coxals de la pelvis són a més la cintura pelviana que fixa els membres inferiors al tronc, mentre que sacre i còccix són el final de la columna vertebral.
Entre la pelvis i el tòrax es troba en l'individu viu l'abdomen, de parets essencialment musculars.
El tronc allotja els òrgans de l'aparell cardiopulmonar (cor, pulmons i grans vasos), i els òrgans responsables de la digestió (estómac, intestins) i glàndules annexes (fetge, pàncrees). Així mateix conté l'aparell urinari (ronyons, bufeta urinària), i l'aparell reproductor femení (úter, ovaris, trompes de Fal·lopi).